# 恰斯拉夫

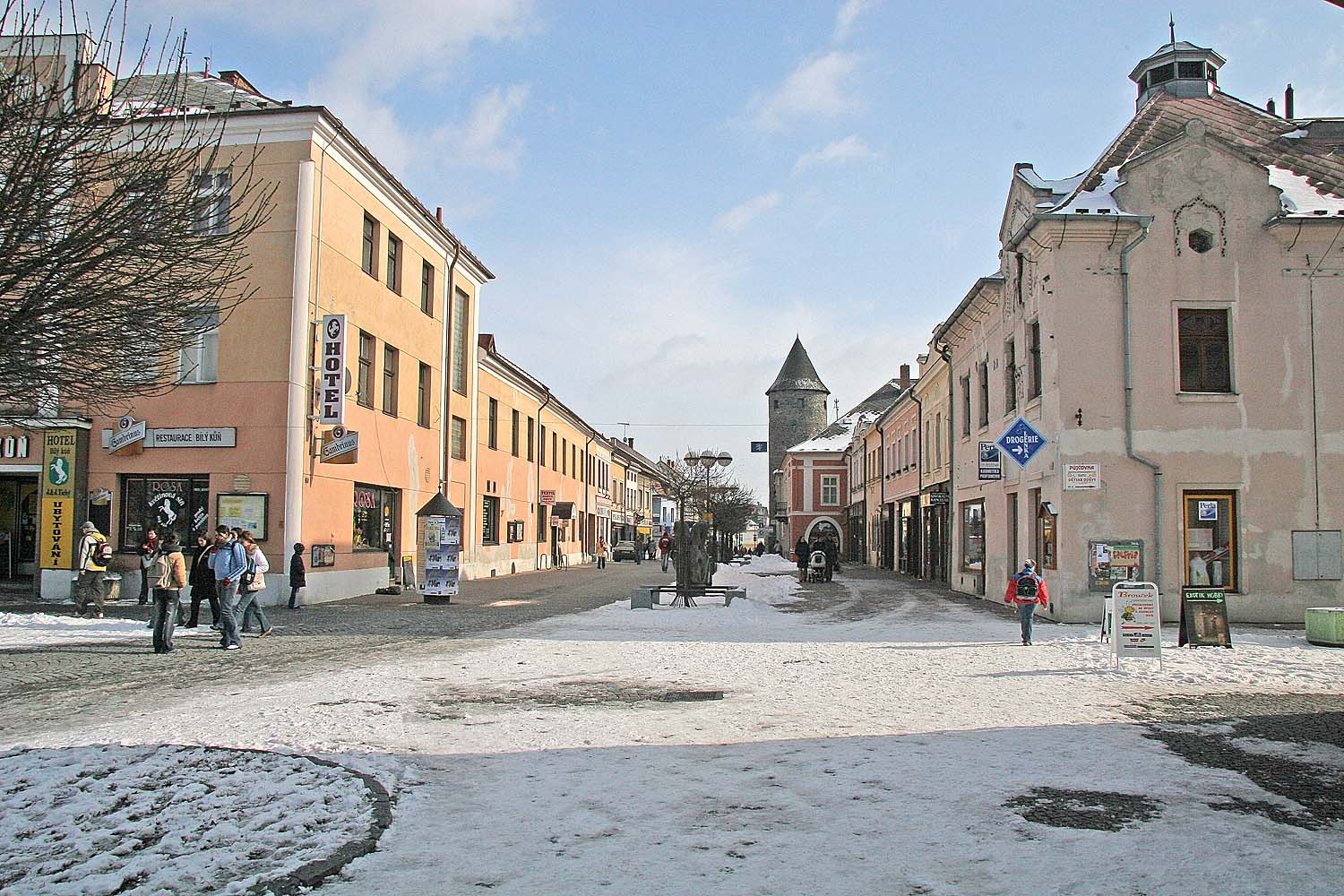

恰斯拉夫是捷克的城鎮，位於該國中部，由中波希米亞州負責管轄，面積26.46平方公里，海拔高度231米，鎮上的猶太教堂建於1899至1900年間，該鎮於2011年時，人口總數為1萬0150人。

## 外部連結
- Official website for Čáslav and its surroudings （页面存档备份，存于）
- Čáslav group at flickr （页面存档备份，存于）